# Мазохизм

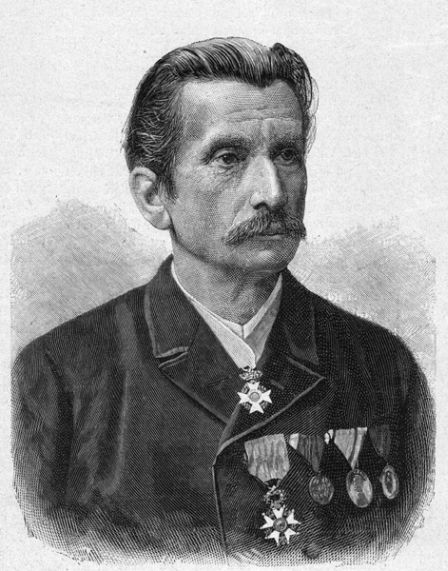
Леопольд фон Захер-Мазох

Мазохи́зм  (нем. Masochismus) — склонность получать удовольствие, испытывая унижения, насилие или мучения. Может быть чертой характера или девиацией в поведении. Термин был введён психиатром и неврологом Рихардом фон Крафт-Эбингом в монографии 1886 года «Половая психопатия» (лат. Psychopathia sexualis) и назван по имени писателя Леопольда Захер-Мазоха, в романах и новеллах которого описаны подобные склонности.

## Разновидности мазохизма
Выделяют несколько разновидностей мазохизма, а именно:

### Сексуальный мазохизм
Сексуальный мазохизм (пассивная алголагния) — форма сексуальной девиации, при которой средством получения полового возбуждения и наслаждения являются физические и психологические страдания, причиняемые половым партнёром. В этом случае человек на почве половых ощущений и побуждений желает быть порабощённым волей другого лица, желает, чтобы это лицо обращалось с ним как с рабом, всячески унижая и третируя его. Естественным партнером для мазохиста является садист, и чем агрессивнее его действия, тем большее удовлетворение получает мазохист.
В Диагностическом и статистическом руководстве по психическим расстройствам последнего издания (DSM-5) присутствует «мазохистическое сексуальное расстройство» (англ. sexual masochism disorder) и носит код 302.83 (F65.51). Для постановки этого диагноза необходимо наличие по крайней мере на протяжении 6 месяцев повторяющегося и интенсивного сексуального возбуждения от акта унижения или избиения, проявляемого в побуждениях, поведении и фантазиях. При этом сексуальные побуждения, поведение или фантазии должны вызывать клинически значимый дистресс или нарушения в социальных, профессиональных или других важных областях функционирования.
В Международной классификации болезней 10-го пересмотра (МКБ-10) сексуальный мазохизм и сексуальный садизм были объединены в диагноз «садомазохизм» (англ. sadomasochism), код диагноза F65.5, но в следующем издании классификации (МКБ-11) этот диагноз исчез и был заменён на принудительное сексуальное садистическое расстройство, при котором добровольные садистические практики с согласия вовлечённого лица,в отношении которого они применяются, исключают данный диагноз, при условии, что паттерн поведения не сопряжён со значительным  риском травматизации или смерти для человека.

#### Коморбидность
Эмпирические исследования диагнозов, характерных для мазохистического сексуального расстройства, ограничены. В условиях лечения обнаружено, что другие парафилические расстройства коморбидны с сексуальным мазохизмом. Небольшое исследование с участием 120 женщин выявило связь между мазохистическим сексуальным расстройством и пограничным расстройством личности (ПРЛ). У пациентов с ПРЛ в десять раз чаще наблюдался сексуальный мазохизм по сравнению с пациентами с другими расстройствами личности. Люди с ПРЛ и сексуальным мазохизмом также сообщили о большем количестве сексуального насилия в детстве.

### Психологический мазохизм (мазохистическое расстройство личности)
Психологический мазохизм — это расстройство личности (мазохистическое), проявляющееся в преследовании ситуаций, вызывающих боль и страдания. Мазохист не наслаждается своей жизнью, потому что не может. Вместо этого он все больше вязнет, в безнадежности. Психологический мазохизм включает в себя моральный аспект, когда страдалец обрекает себя на постоянное наказание за какие-то надуманные или действительные проступки (грехи) и психический, связанный с деструктивными мыслями и действиями по отношению к собственной личности.  
Мазохистическое расстройство личности было предложено психиатрами для добавления в медицинскую классификацию. В настоящее время оно отсутствует в американском Диагностическом и статистическом руководстве по психическим расстройствам. Несмотря на это остается неофициально признанным диагнозом среди многих практикующих психиатров. В Международной классификации болезней 10-го пересмотра (МКБ-10) «самоподавляющее расстройство личности» (англ. Self-defeating personality disorder) включается в «зависимое расстройство личности» (англ. Dependent personality disorder, F60.7). 
Расстройство личности в психиатрии — тяжёлое нарушение характерологической конституции и поведенческих тенденций личности. В Диагностическом и статистическом руководстве по психическим расстройствам 3-го издания (DSM-III-R) были представлены такие критерии мазохистического (самоповреждающего) расстройства личности, как отвержение помощи других людей, расценивание собственных успехов негативно, стремление принесения себя в жертву, отвержение людей, которые последовательно относятся к данной личности хорошо и др.

### Женский мазохизм
Зигмундом Фрейдом представления о женском мазохизме были выдвинуты в «Экономической проблеме мазохизма» (1924). В данном труде он вместе с моральным и эрогенным видами мазохизма выделил женский мазохизм, который рассматривал в качестве выражения женской сущности. Фрейд указал на прочную связь между женственностью и сексуальной активностью в «Новом цикле лекций по введению в психоанализ» (1933). По мнению Фрейда, фемининный вариант мазохизма отражает женский стереотип рецептивного и пассивного поведения. Также он полагал, что налагаемое на женщину социальное подавление её агрессивности «способствует образованию сильных мазохистских побуждений» и называл мазохизм «поистине женским извращением».
Хелен Дойч в статье «Женский мазохизм и его отношение к фригидности» (1930) высказывала предположение о наличии генетических факторов биологической природы, которые ведут к мазохистской сути женской роли. По этой причине утверждалось, что быть женщиной — значит быть мазохистичной, и это является до известной степени явлением нормальным. В «Психологии женщин» (1943—1945) Дойч подчёркивалась более высокая предрасположенность женщин к мазохизму, связанная с биологическими факторами.
С точки зрения психоанализа, женский мазохизм сводился к следующему: процесс деторождения связан с получением мазохистского удовлетворения, материнство носит внутренне мазохистичный характер, менструация имеет скрытую мазохистскую подоплёку, в ранних сексуальных фантазиях и желаниях девочки стремятся быть избитыми и изувеченными отцом, при половом акте женщина бессознательно желает быть подвергнутой насилию и жестокости.
Поднятые Фрейдом и другими психоаналитиками вопросы, касающиеся понимания существа женского мазохизма, до сих пор остаются дискуссионными в психоаналитической литературе.